# Леді Джанк
«Леді Джанк» — український музичний гурт, створений 2014 року в Києві з колишніх учасників гуртів M.Others та Husak.
Музиканти хотіли поєднати у піснях лагідність і жерсть, тому обрали для назви два слова, які, здавалося б, не можуть стояти поруч.

## Історія
2015 року гурт випустив два ЕР, «Буде Що Сказати» та «#2», кожен з чотирьох пісень. У другий мініальбом, окрім авторського матеріалу, увійшла пісня на слова Тараса Шевченка — «Чигрине».
2017 року вийшов ЕР «Холоста свобода перетворюється знову на кошмар» і кліп на пісню «Інтро (Холоста свобода)».
22 січня 2018 року вийшов мініальбом «Я хочу, щоб грав комп\ютер».
|  | «Цей ЕР кардинально відрізняється від нашого колишнього звучання. Це по-справжньому зимовий реліз, сповнений хандри і тієї самої СНД-шної туги урбанізованого простору. Була використана маса електронних інструментів і семплів. Музика вийшла похмура, але більш жива та щира, ніж на попередніх релізах. Уперше ми повністю задоволені матеріалом, бо орієнтувалися тільки на власні смаки». |

У тому ж році вийшов кліп на композицію «Знову і знову», режисером став Михайло Бурлаков.
За своє існування гурт встиг показати себе на Фестивалі вуличної музики, ART-Пікніку Слави Фролової (2014), Kyiv Open Air 2015, Gogolfest 2014 та 2015, Old Car Fest, конкурсі Rock the Nation, Global Battle Of the Bands 2016, в ефірі Радіо Аристократи та багатьох київських музичних майданчиках.
2019 року гурт розпався. Невдовзі після цього Михайло Бурлаков під псевдонімом Misha Propal випустив сольний альбом «With No Story to Tell», Сергій Гусак створив сольний проєкт «Ницо Потворно» а Ілля Случанко став учасником гурту «Фіолет», а пізніше гурту «Latexfauna».

## Стиль
Стиль гурта поєднує в собі західну музику від неосоула до постпанка. Учасники принципово не пишуть тексти англійською, віддаючи перевагу українській та російській мовам.

## Склад
- Сергій Гусак — вокал
- Ілля Случанко — гітара
- Михайло Бурлаков — бас, синти, семплування

#### Колишні учасники
- Сергій Гаврилов — ударні

## Дискографія
- 2015 — «Буде що сказати»
- 2015 — «#2»
- 2016 — «Сумно» (Сінгл)
- 2016 — «Танцюючи палати» (Сінгл)
- 2017 — «Мамарада» (Сінгл)
- 2017 — «Холоста свобода перетворюється знову на кошмар»
- 2018 — «Я хочу, щоб грав комп\ютер»[8]

#### Кліпи
- 2016 — «Буде що сказати»[9]
- 2017 — «Інтро (Холоста свобода)».[10]
- 2018 — «Знову і знову»[11]